# Георгий Сичинава
Георгий Сичинава (на грузински: გიორგი სიჭინავა; на руски: Георгий Сичинава) е съветски футболист. Почетен майстор на спорта от международна класа (1966).

## Кариера
Играе в Динамо Тбилиси между 1960 и 1969 г. и националния отбор на СССР, за който има 8 мача през 1964 – 1966 г.
Шампион на СССР през 1964 г. Бронзов медалист на Световното първенство през 1966 г. в Англия (четвърто място).

## Отличия

### Отборни
Динамо Тбилиси
- Съветска Висша лига: 1964